# Гирокар

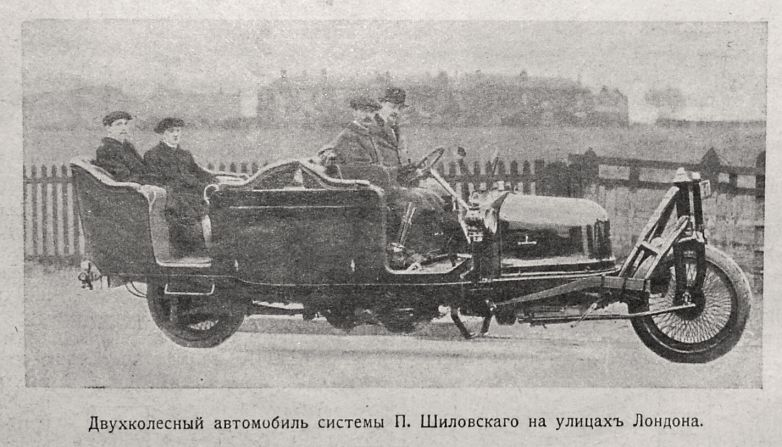
Двухколесный автомобиль системы П. П. Шиловского на улицах Лондона

Гирокар — гиростабилизированный двухколёсный автомобиль.
В мае 1914 года на улицах Лондона Пётр Петрович Шиловский продемонстрировал действующую модель гиростабилизированного автомобиля. После начала Первой мировой войны эта машина была законсервирована, но отреставрирована в 1938 году. В 1948 году гирокар был пущен на слом создавшей его компанией «Вулзли» (Wolseley). Эта машина держалась в состоянии равновесия благодаря гироскопическому эффекту, произведенному тяжелым 600-килограммовым маховиком. Маховик был диском с диаметром в 1 метр и имел толщину 12 сантиметров. Чтобы его раскрутить, требовался 110-вольтный электромотор мощностью около 1,25 л. с. и питаемый динамо-машиной, которая была подключена к двигателю машины. Также использовались два 50-килограммовых «маятника». В результате такая довольно примитивная гиростабилизация удерживала машину весом 2750 килограмм в вертикальном положении, по крайней мере до тех пор, пока водитель не пытался делать крутых поворотов.